# Queralbs
Queralbs est une commune d'Espagne dans la communauté autonome de Catalogne, province de Gérone, de la comarque du Ripollès.

## Géographie

### Localisation
Queralbs est située au nord de la municipalité de Ribes de Freser, à la limite de la vallée de la Cerdagne et de la vallée française du Conflent.
Administrativement la localité se trouve au nord de la Catalogne, à l'extrémité nord de la comarque du Ripollès.

### Communes limitrophes
| Valcebollère (France), Err (France) | Llo (France) | Eyne (France), Fontpédrouse (France) |
| Planoles                            | Queralbs     | Setcases                             |
| Ribes de Freser                     | Pardines     | Vilallonga de Ter                    |

### Géologie et relief
Plusieurs sommets de la chaîne des Pyrénées sont disposés sur son territoire, dont le Puigmal (2 909 m), l'Infern (2 896 m), le Noufonts (2 864 m) le pic du Géant (2 881 m), et le pic de la Fossa del Gegant (2 808 m). Sur le territoire de la commune se trouve aussi la vallée de Nuria

## Histoire
On trouve sur l'ensemble du territoire municipal de nombreuses grottes d'où ont été exhumés des restes qui démontrent que l'endroit était habité durant le paléolithique.
La première mention historique de Queralbs se trouve dans l'acte de consécration de l'église de la Seo de Urgel, en 836.
Pendant les xie et xiie siècles, les zones de pâturage de la commune étaient placées sous la suzeraineté de deux des principaux monastères de l'époque : ceux de Coma de Vaca et Coma de Freser. Ceux-ci avaient été cédés par le comte Oliba Cabreta en 966 au monastère de Sant Joan de les Abadesses. En 1087, Guillem Ramon de Cerdagne céda la zone de la vallée de Núria au monastère de Ripoll.
Durant le xiiie siècle, les terres changèrent de mains. Le 22 avril 1273, elles furent cédées aux hommes de Queralbs et de Fustanyà, contre une rente annuelle de 50 salaires. Bien qu'ayant toujours appartenu à la Couronne, Queralbs eût plusieurs seigneurs au cours du xive siècle, parmi lesquels les membres de la famille Montclar.
Le 2 février 1428, un tremblement de terre affecta gravement la population, causant la mort de la majorité des habitants de Queralbs.

## Économie

Une rue de Queralbs.

Grâce à sa situation privilégiée dans une zone de pâturages, Queralbs possède une économie initialement basée sur l'élevage, notamment ovin et bovin.
En 1903, on inaugure la première des cinq centrales hydroélectriques du secteur. Elles ont toutes une puissance inférieure à 3 000 kw.
Le tourisme est aujourd'hui la principale ressource, notamment grâce au sanctuaire de Núria et à la station de sports d'hiver Vall de Núria.

## Culture locale et patrimoine

### Lieux et monuments

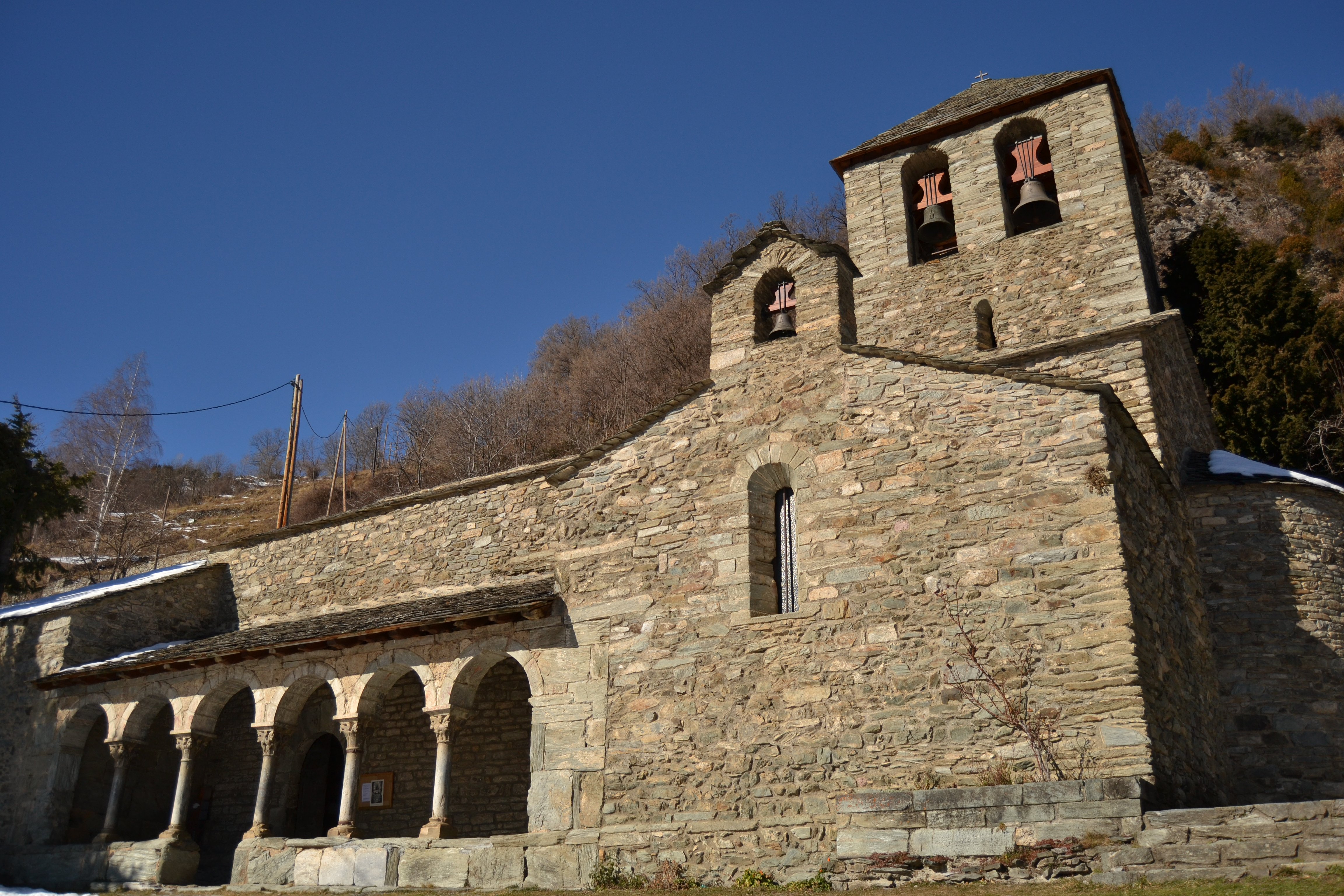
L'église Saint-Jacques

- L'église Saint-Jacques
- Sanctuaire de la Vierge de Núria